# Estandarte do Corvo

Representação moderna dum estandarte do corvo

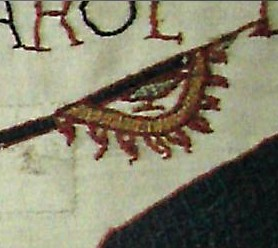
Detalhe do tapeçaria de Bayeux no qual aparece o estandarte do corvo

O estandarte do corvo (em nórdico antigo, Hrafnsmerki; em anglo-saxão, Hravenlandeye) era uma bandeira possivelmente de natureza totémica, utilizada por vários chefes tribais víquingues e outros regentes escandinavos entre os séculos IX e X. A bandeira é descrita na arte nórdica como tendo uma forma relativamente triangular, com a borda externa arredondada, a partir da qual pendem uma série de linguetas ou borlas. Tem alguma semelhança com as veletas finamente talhadas utilizadas nas proas dos dracares.
Pensa-se que o estandarte do  corvo era um símbolo do deus da guerra Odim, que por vezes era descrito na companhia de dois corvos chamados Hugin e Munin e cujo propósito em carregá-los em batalha, poderia estar relacionado com o provocar o medo nos inimigos, invocando o poder do deus.